# Kačerginės apylinkės
Kačerginės apylinkės este o arie protejată (sit de importanță comunitară — SCI) din Lituania întinsă pe o suprafață de 30,53 ha, integral pe uscat.

## Localizare
Centrul sitului Kačerginės apylinkės este situat la coordonatele 54°55′34″N 23°45′42″E / 54.9261°N 23.7616°E.

## Înființare
Situl Kačerginės apylinkės a fost declarat sit de importanță comunitară în noiembrie 2021 pentru a proteja un număr necunoscut de specii din flora spontană și fauna sălbatică aflate în arealul zonei.

## Biodiversitate
Situată în ecoregiunea boreală, aria protejată conține 2 habitate naturale: Pajiști calcaroase din nisipuri xerice, Pajiști aluvionare boreale nordice.
La baza desemnării sitului se află un număr nedeclarat de specii protejate.
Pe lângă speciile protejate, pe teritoriul sitului au mai fost identificate 1 specie de plante.